# Acanthochondria priacanthi
Acanthochondria priacanthi is een eenoogkreeftjessoort uit de familie van de Chondracanthidae. De wetenschappelijke naam van de soort is voor het eerst geldig gepubliceerd in 1964 door Sueo M. Shiino.